# Незапосленост
Незапосленост, у економским терминима, појављује се ако постоје квалификовани радници који су вољни радити, али не могу наћи посао. Дакле, незапослене особе су старије од 16 година, способне и вољне радити и активно траже посао, али су без посла. Стопа незапослености је број незапослених радника подељен са укупним бројем становништва способног за рад (односно особе између 16 и 65 година).

## Врсте незапослености
Економисти идентификују 3 различите врсте незапослености:
- Фрикцијска незапосленост
- Структурна незапосленост
- Циклична незапосленост

### Фрикцијска незапосленост
Фрикцијска незапосленост настаје због непрекидног кретања људи између регија и радних места или кроз различите фазе животног циклуса.
Фрикциона незапосленост кореспондира са непопуњеним радним местима у истим занимањима и истим местима. Потиче из сталног кретања људи између запослења и уласка и изласка из контингента радне снаге. Тачан број незапослених по овом основу зависи од циркулације, брзине, ефикасности оних који траже запослење и оних који нуде слободна радна места.
Основне карактеристике фрикционе незапослености:
1) Погађа релативно велики број људи,
2) Тежи да буде кратког рока,
3) Немогуће је остварити нулту стопу незапослености.
Добра страна фрикционе незапослености јесте чињеница да период потраге за послом пружа могућност откривања који се све послови нуде, које способности се захтевају и на који начин су плаћене.

### Структурна незапосленост
Структурна незапосленост означава раскорак између понуде и потражње за радницима. Раскораци могу настати зато што потражња за једном врстом расте, док се потражња за неком другом врстом смањује, а понуда се не прилагођава брзо.

### Циклична незапосленост
Циклична незапосленост се јавља онда кад је укупна потражња за радом ниска услед периодичних лоших економских, друштвених или социјалних циклуса. Како укупна потрошња пада, незапосленост расте практично свуда. Оваква врста незапослености погађа више радника на дужи период него друге врсте незапослености (сезонска, структурална, професионална и др).
Посматрајући вољу радника да ради при одређеној висини плате, разликујемо:
- Добровољну незапосленост
- Присилну незапосленост

#### Добровољна незапосленост
Добровољна незапосленост настаје онда када радници не желе радити по тренутним тржишним платама.

#### Присилна незапосленост
За раднике кажемо да су присилно незапослени када желе радити за плате какве превладавају на тржишту, али не могу наћи посао.

#### Класична незапосленост
Класична или стварна незапосленост настаје када су реалне плате за посао постављене изнад нивоа рашчишћавања тржишта, што доводи до тога да број лица која траже посао премаши број слободних радних места. С друге стране, већина економиста тврди да, пошто плате падају испод нивоа погодног за живот, многи одлучују да одустану од тржишта рада и не траже више посао. То је посебно тачно у земљама у којима се породице са ниским приходима подржавају путем система социјалне заштите. У таквим случајевима, плате би морале бити довољно високе да би мотивисале људе да изаберу запослење уместо онога што примају путем социјалне заштите. Плате испод нивоа неопходног за одржавање живота вероватно ће резултирати мањим учешћем на тржишту рада у горе наведеном сценарију. Осим тога, потрошња добара и услуга примарни је покретач повећане потражње за радном снагом. Веће плате доводе до тога да радници имају више прихода на располагању за потрошњу добара и услуга. Због тога веће плате повећавају општу потрошњу, а као резултат тога расте потражња за радном снагом и смањује се незапосленост.
Многи економисти тврде да се незапосленост повећава са повећањем владиних прописа. На пример, закони о минималној плати подижу трошкове неких радника са ниским квалификацијама изнад тржишне равнотеже, што резултира повећањем незапослености, јер људи који желе да раде по текућој стопи не могу (јер је нова и већа принудна зарада сада већа од вредности њиховог рада). Закони који ограничавају отпуштања могу смањити вероватноћу да ће предузећа уопште запошљавати, јер запошљавање постаје све ризичније.
Међутим, тај аргумент превише поједностављује однос између плата и незапослености занемарујући бројне факторе који доприносе незапослености. Неки научници, као што је Мурај Ротбард, сугеришу да чак и друштвени табуи могу спречити пад плата на ниво рашчишћавања тржишта.
У књизи Без посла: Незапосленост и влада у Америци двадесетог века, економисти Ричард Ведер и Ловел Галавај тврде да емпиријски подаци о стопама плата, продуктивности и незапослености у Америци потврђују класичну теорију незапослености. Њихови подаци показују снажну корелацију између прилагођене реалне плате и незапослености у Сједињеним Државама од 1900. до 1990. Међутим, они тврде да њихови подаци не узимају у обзир егзогене догађаје.